# Neuville-les-Dames

Neuville-les-Dames este o comună în departamentul Ain din estul Franței.